# Cimetière de Tous-les-Saints de Toula

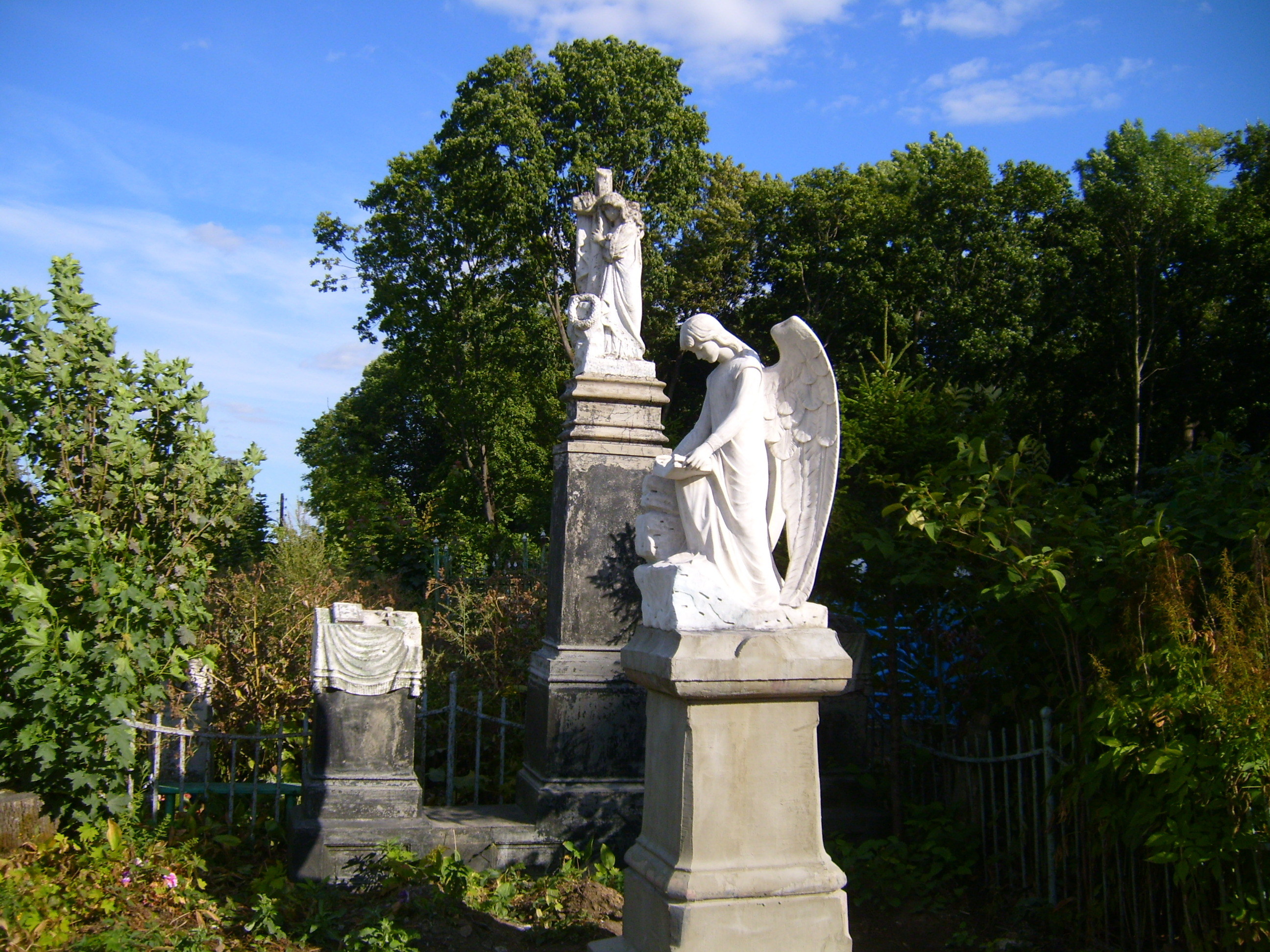
Vue du cimetière

Le cimetière de Tous-les-Saints (en russe : Vsekhsviatskoïe kladbichtche, Всехсвятское кладбище) est le cimetière-mémorial le plus ancien de la ville de Toula en Russie, sur le territoire duquel se trouve la cathédrale de Tous-les-Saints.

## Historique

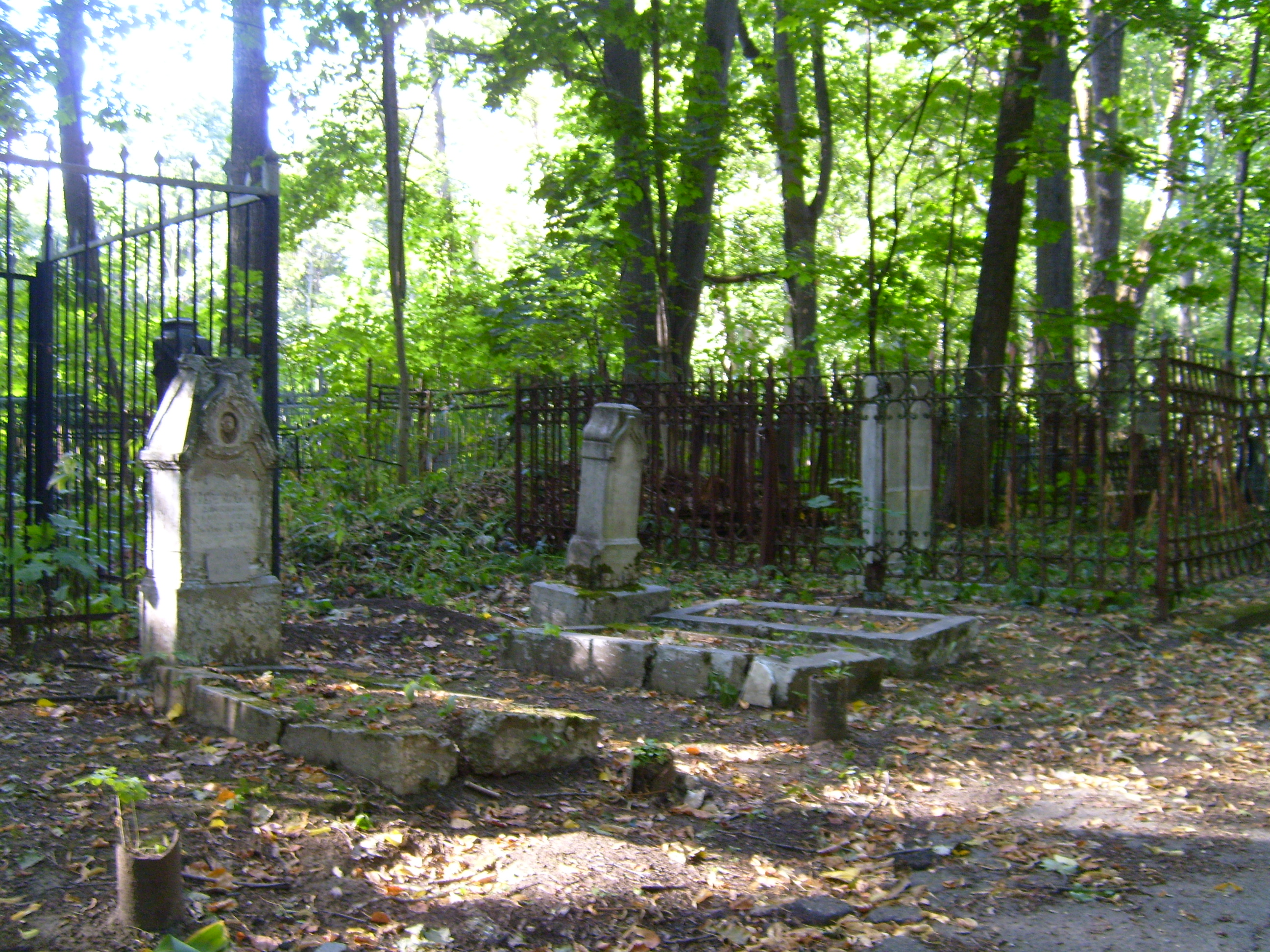
Tombes au bord d'une allée

C'est en 1772 qu'est publié un oukaze de la Grande Catherine interdisant d'enterrer les morts autour des églises dans les villes, à cause d'une grave épidémie de peste. Les autorités de la ville de Toula fondent donc au sud de la ville un nouveau cimetière, où l'on enterre les seuls douze hommes qui avaient été frappés par l'épidémie. Par la suite on construit une petite église de bois. Cependant, par mesure d'économie, on enterre les morts dans des galeries peu profondes ce qui a pour résultat de provoquer une odeur pestilentielle. Ce n'est qu'en 1839 que des mesures d'hygiène sont adoptés et que l'on réunit des sommes pour enterrer plus dignement les morts. Les riches marchands font entourer le cimetière d'un fossé en enceinte. En 1847 le nouveau gouverneur Mouraviov fait construire des portails et une maison de gardien pour éviter les enterrements à la sauvette, et fait réhabiliter le cimetière. Cependant ce n'est qu'en 1881 par manque d'argent, que le cimetière est entouré d'un mur de pierre à la place de palissades. Les travaux se poursuivent jusqu'en 1900.
La communauté catholique obtient en 1864 le droit d'avoir son propre terrain dans le cimetière, suivie bientôt de la communauté luthérienne. Le côté non-orthodoxe est séparé du côté orthodoxe par un fossé et un remblai. Plus tard, lorsque le mur d'enceinte de pierre est construit, les catholiques font construire leur propre portail en style néogothique, conservé encore de nos jours, mais fermé.
La municipalité fait agrandir le cimetière en 1889 pour réserver un emplacement aux militaires qui est encore agrandi en 1914, pour les soldats tombés au combat. La partie orientale du cimetière est fermée d'un mur de pierre en 1910.
Le cimetière obtient le statut de mémorial dans les années 1970, date à laquelle les nouvelles inhumations cessent, à part quelques exceptions récentes.
Le cimetière est remarquable par ses monuments qui vont du néobaroque, au néogothique ou au Modern-Style, mais il est malheureusement dans un état pitoyable.

## Galerie

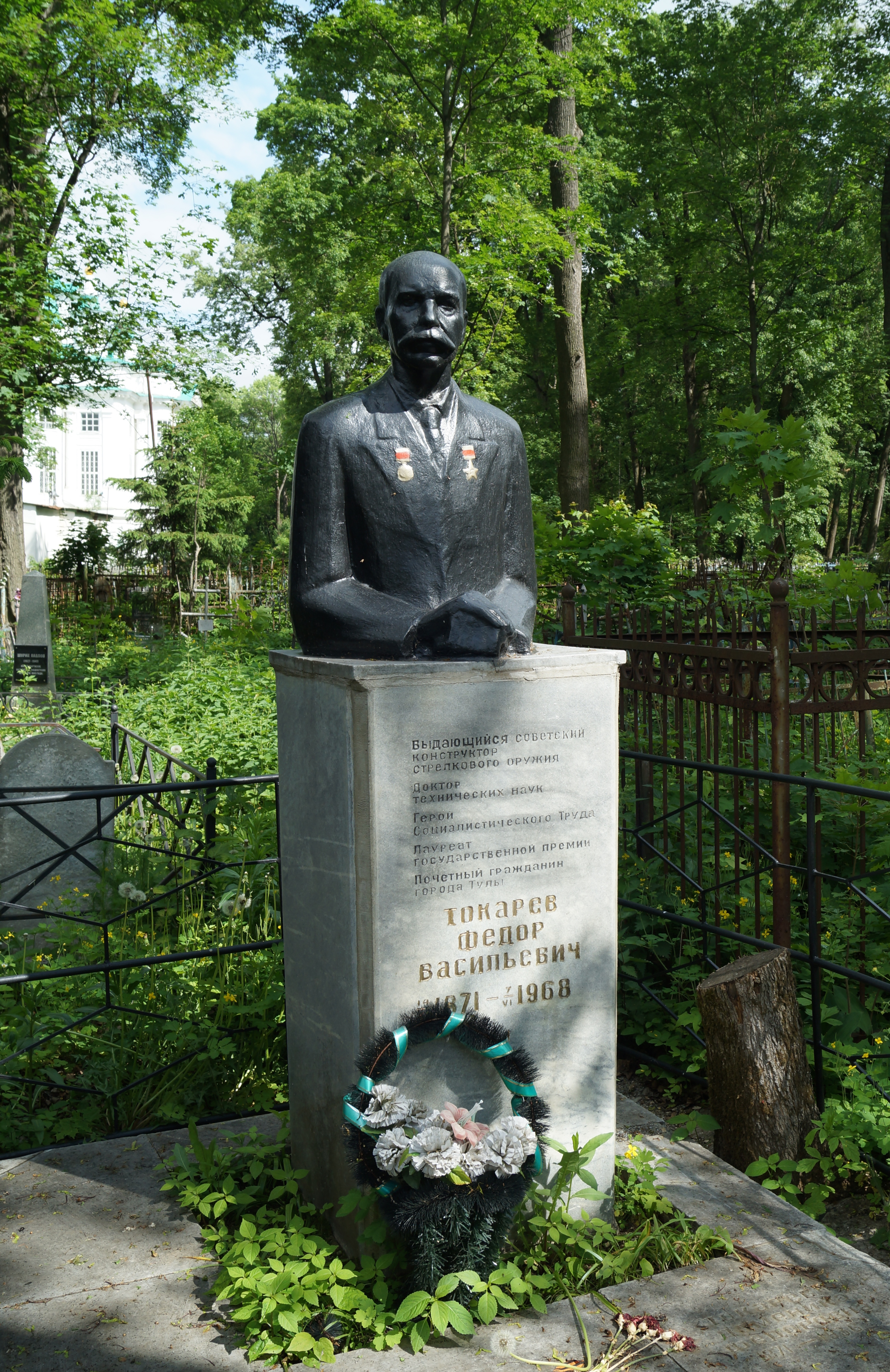
Stèle du héros du travail socialiste local Fiodor Tokarev
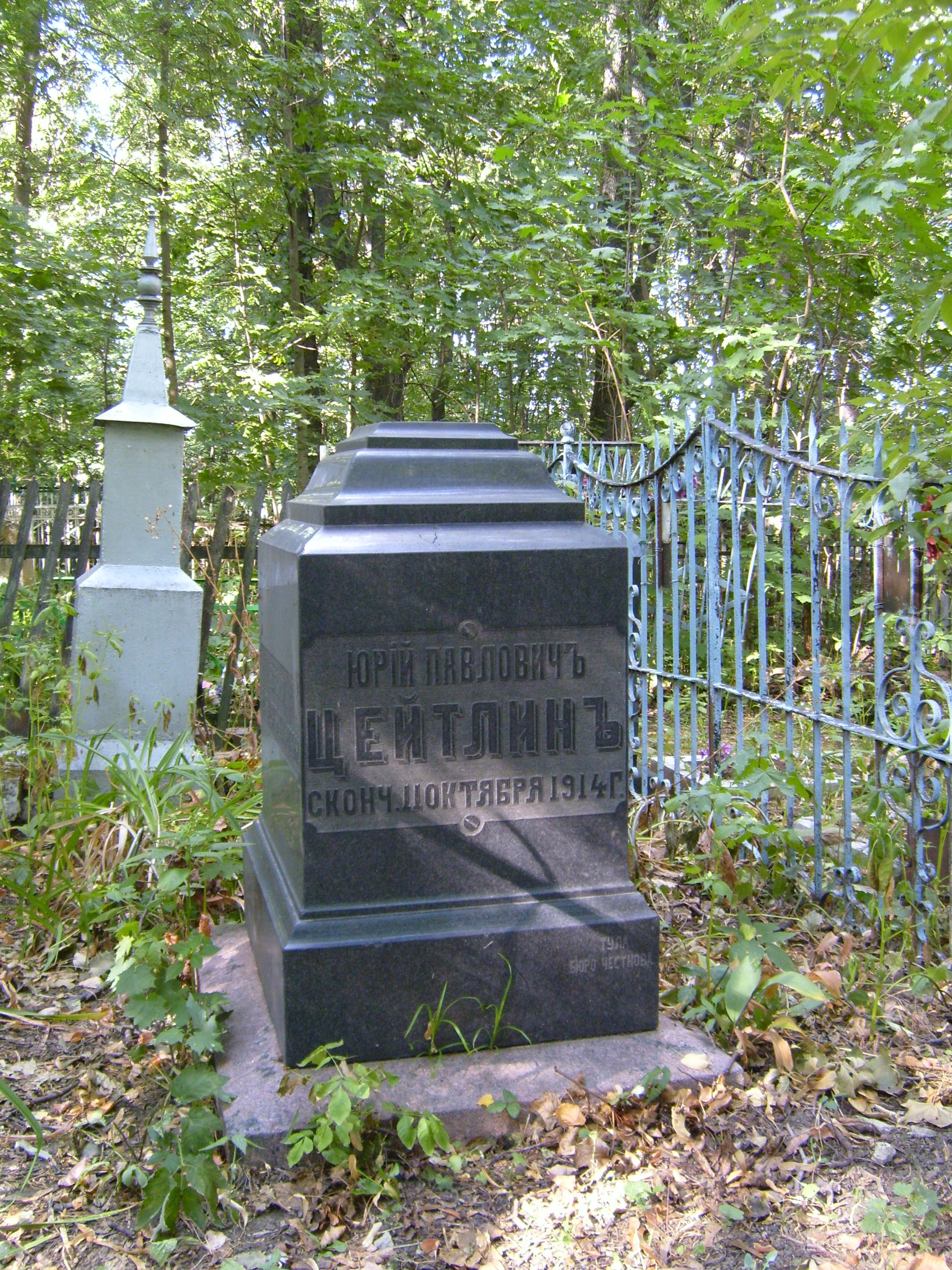
Stèle d'un soldat mort en 1914 (Youri Zeitlin)
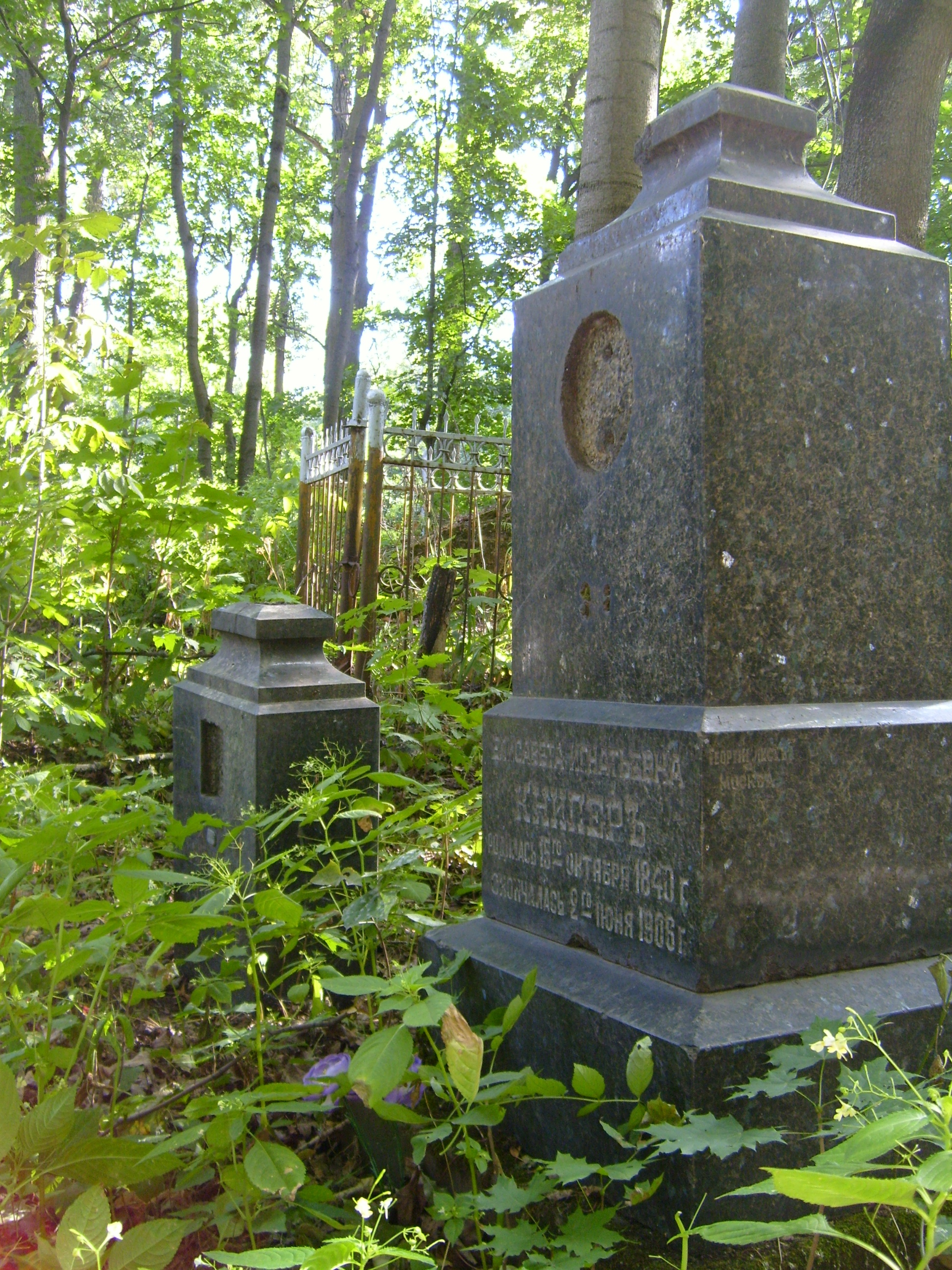
Stèle d'Élisabeth Knipper (1840-1906)
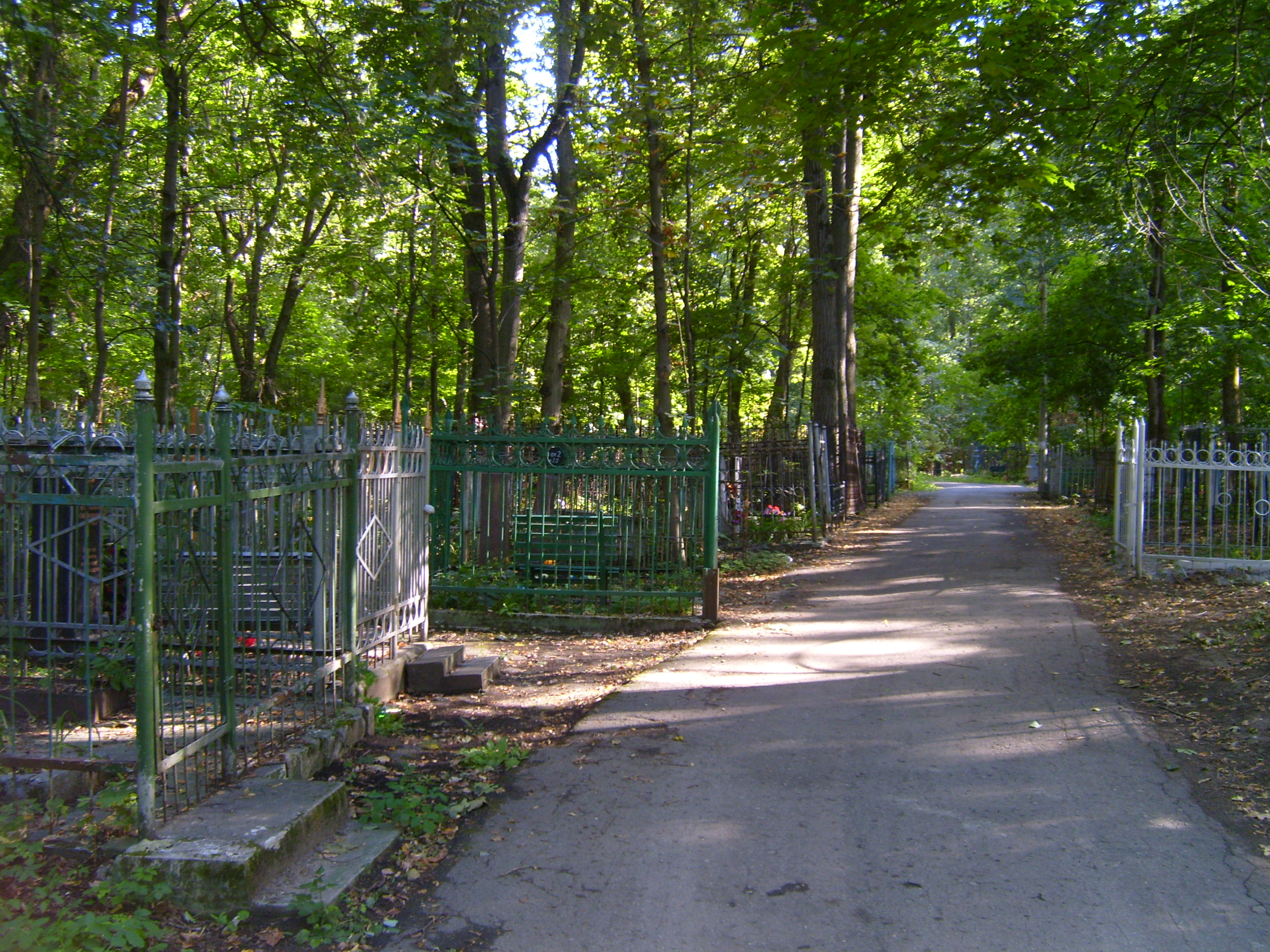
Une des allées du cimetière
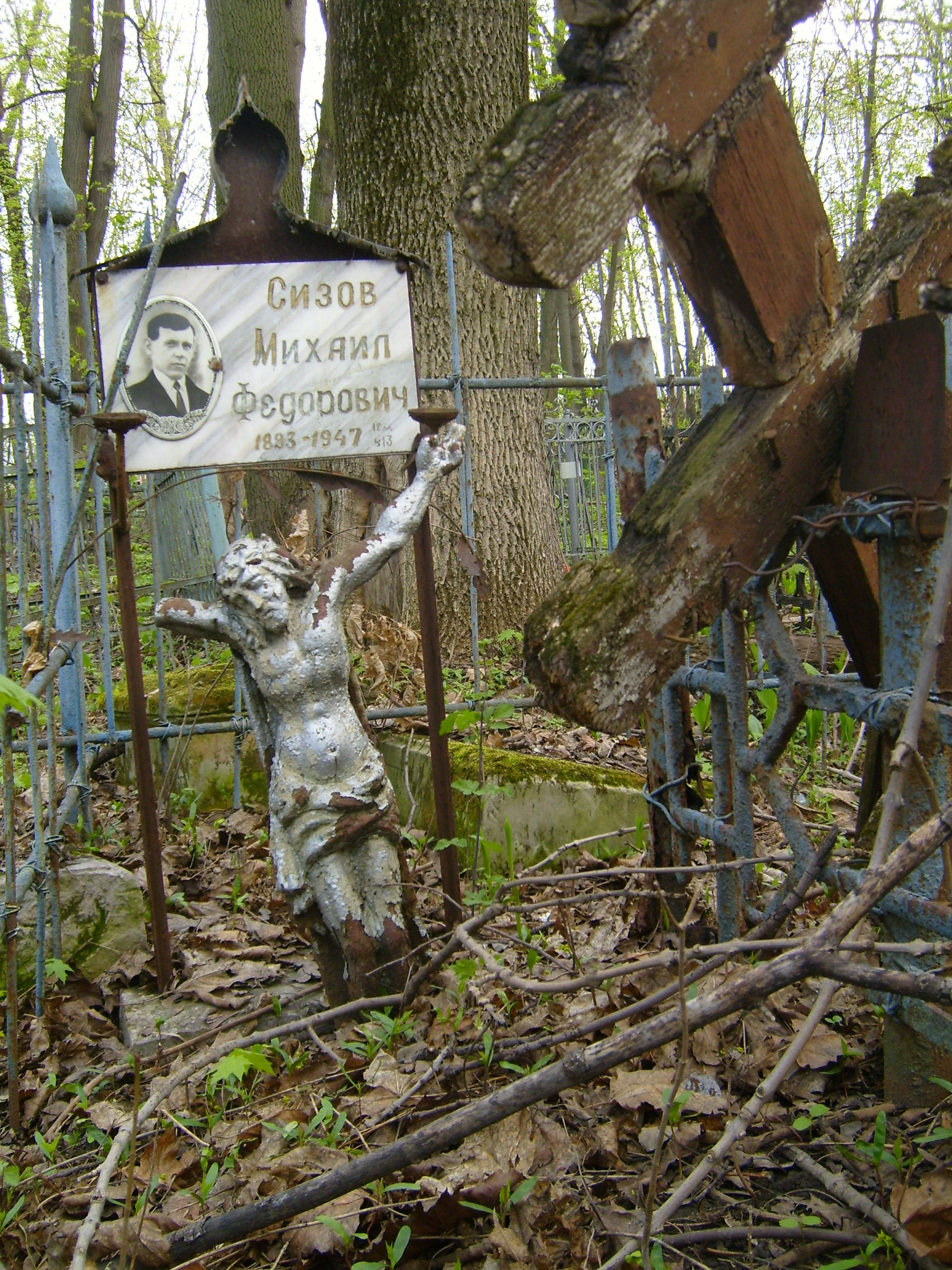
Tombe

## Sépultures remarquables
- Chapelle de la famille Jdanovski

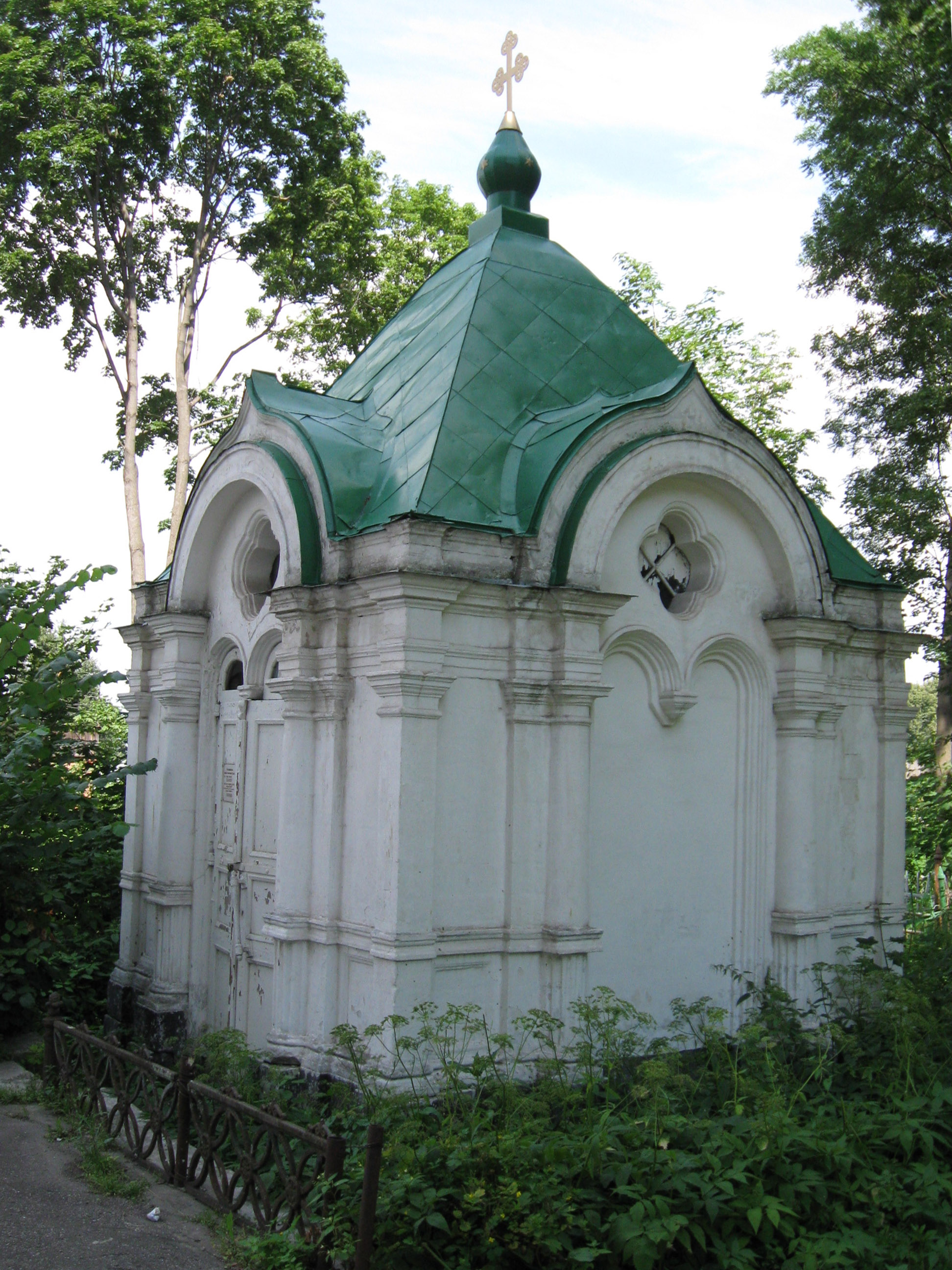
Chapelle funéraire de la famille Jdanovski (conseiller d'État, chef du Trésor public de Kazan)

- Nécropole familiale des Dobrynine (XVIIIe-XIXe)
- Nécropole familiale des Liventsev (XIXe)
- Monument funéraire des Louiguinine (XVIIIe)
- Tombe de Viatcheslav Grouchetski (1859-1924), fondateur du principal hôpital de la ville
- Tombe de Maria Venitseïeva (1761-1831), fondatrice de la maison des invalides
- Tombe de Piotr Belooussov (1856-1896), fondateur du parc de Toula
- Tombe de Nikolaï Troïtski (1851-1920), fondateur du musée des antiquités de Toula (1886)
- Tombes des membres de la famille Dreyer, célèbres médecins de Toula
- Plusieurs tombes de héros de la Grande Guerre patriotique
- Stèle de Fiodor Tokarev (1871-1968)

## Source
- (ru) Cet article est partiellement ou en totalité issu de l’article de Wikipédia en russe intitulé « Всехсвятское кладбище (Тула) » (voir la liste des auteurs).